# Carl Gustaf Nordforss
Carl Gustaf Nordforss, född 2 augusti 1763 i Malingsbo socken i Kopparbergs län, död 27 juli 1832 i Stockholm, var en svensk arméofficer, författare, teaterledare och operaöversättare. Tre gånger (1789, 1810, 1822) erhöll han Stora priset av Svenska Akademien.

## Biografi
Carl Gustaf Nordforsss föräldrar var brukspredikanten, sedermera komministern i moderförsamlingen Söderbärke, Anders Nordfors och Elisabet Arosén. Hans bror var författaren Erik Ulrik Nordforss. Carl Gustaf Nordforss fick sin första undervisning i hemmet, men familjen hade inte råd att låta honom studera vid universitetet. 1785 kom han till Stockholm och blev kontorist (accisskrivare) vid tullverket. Hans intresse för konst och litteratur gav honom vänner som författarna Thomas Thorild och Bengt Lidner och tonsättaren Joseph Martin Kraus.
Han anmälde sig som frivillig soldat i Gustav III:s ryska krig 1788 och blev, genom hjälp av Gustaf Mauritz Armfelt, auditör (juridisk tjänsteman) vid Nylands regemente, senare överauditör och Armfelts adjutant. Efter kriget var han regementskvartermästare, utnämndes 1794 till kapten vid Göta garde och 1798 till major. Han tog då avsked från armén och anställdes i Generalstaben. Han blev 1802 överadjutant hos kung Gustav IV Adolf och 1812 överstelöjtnant i armén. Han gavs 1815 hederstiteln överste.
Han var två gånger gift, 1795 med Hedvig Koersner och 1804 med Katarina Vilhelmina Weström.
Det var under tiden i armén i Finland som han började skriva poesi. Åren 1790–1799 var han andre direktör för dramatiska teatern och 1799–1818 samma tjänst vid operan ("lyriska scenen"). Hans uppgift var att övervaka repetitionerna, men han bidrog också vid valet av repertoar och översatte pjäser och skrev egna. Mer än 60 pjäser har han skrivit eller bearbetat, mer än någon svensk före honom. Han använde flera pseudonymer.
Han skrev också artiklar för Stockholms-Posten, Journal för Litteratur och Teater, Allmänna Journalen, Anmärkaren och andra tidskrifter.

### Dikter
- Ode till svenska armén (1788)
- Sång öfver Balzar Horn Grefve til Rantzin (1789, belönad med Stora priset av Svenska Akademien)
- Sång öfver Sveriges kronprins Carl August (1810, belönad med Stora priset)

### Prosa
- Om judarnas företräde, välde och lycka (satir, 1815, angiven som översättning). Ny uppl. Svea rike, 1935
- Viljan (1822, moralisk avhandling, belönad med Stora priset)

### Pjäser
- Den oroliga natten (1795)
- Fiskaren, skådespel i två acter, blandadt med sång (Stockholm, 1798)
- Tand-doctorn (Stockholm, 1800) Fulltext
- Torparen (1803)
- Föreningen (1815, tillfällighetspjäs, tillsammans med Gustaf Löwenhielm) Länk till fulltext

Översättningar och bearbetningar
- Jean Baptiste Pujoulx: Den förtroliga aftonmåltiden (Les dangers de l'absence, ou le souper de famille) (Stockholm, 1796)
- Giuseppe Maria Diodati: Theater-directeuren (Lʹimpresario in angustie) (Stockholm,1799 ) [översatt från Pierre Ulric Dubuissons franska översättning Le directeur dans l'embarras]
- Pigault-Lebrun: Den lilla matrosen (Le petit matelot, ou le mariage impromptu) (Stockholm, 1800)
- Benoît Joseph Marsollier des Vivetières: De bägge arrestanterne (Adolphe et Clara, ou les Deux prisonniers) (Stockholm, 1801)
- Benoît Joseph Marsollier des Vivetières: Gubben i bergsbygden (La maison isolée, ou Le vieillard des Vosges) (Stockholm, 1802)
- Benoît Joseph Marsollier des Vivetières: Leheman, eller Fängelse-tornet uti Neustadt (Léhéman, ou la Tour de Neustadt) (Stockholm, 1805)
- Denis Diderot: Herr Orbesson och hans familj: dram i 5 akter (La père de famille) (Stockholm, 1807)
- Charles Guillaume Étienne: Cendrillon (Cendrillon) (Stockholm, 1811)
- Franz Xaver Huber: Den afbrutna offerfesten (Das unterbrochene Opferfest) (Stockholm, 1812)
- Lorenzo Da Ponte: Don Juan (Don Giovanni) (musik av Wolfgang Amadeus Mozart, Stockholm, 1813)
- François Benoît Hoffman: De löjliga mötena (Stockholm, 1814)
- Auguste Jacques Lemierre d'Argy: Jean Calas (Calas, ou le fanatisme) (Stockholm, 1817)
- Adolf Bäuerle: Förmenta prinsen (Stockholm, 1827)
- Alexandre Duval: Joseph: opera i 3 akter (Joseph) (Albert Bonnier, 1856)
- Oedipe i Athen
- Målaren och modellerna
- Kalifen i Bagdad
- Aline, drottning af Golconda
- Den föregifna skatten
- Den ondsinta hustrun
- Griselda.[2]
- Ung klok och gammal tok.[3]